# Stenhomalus couturieri
Stenhomalus couturieri är en skalbaggsart som beskrevs av Reé Michel Quentin 1986. Stenhomalus couturieri ingår i släktet Stenhomalus och familjen långhorningar. Inga underarter finns listade i Catalogue of Life.